# Fagersta (Gemeinde)
Koordinaten: 60° 0′ N, 15° 49′ O

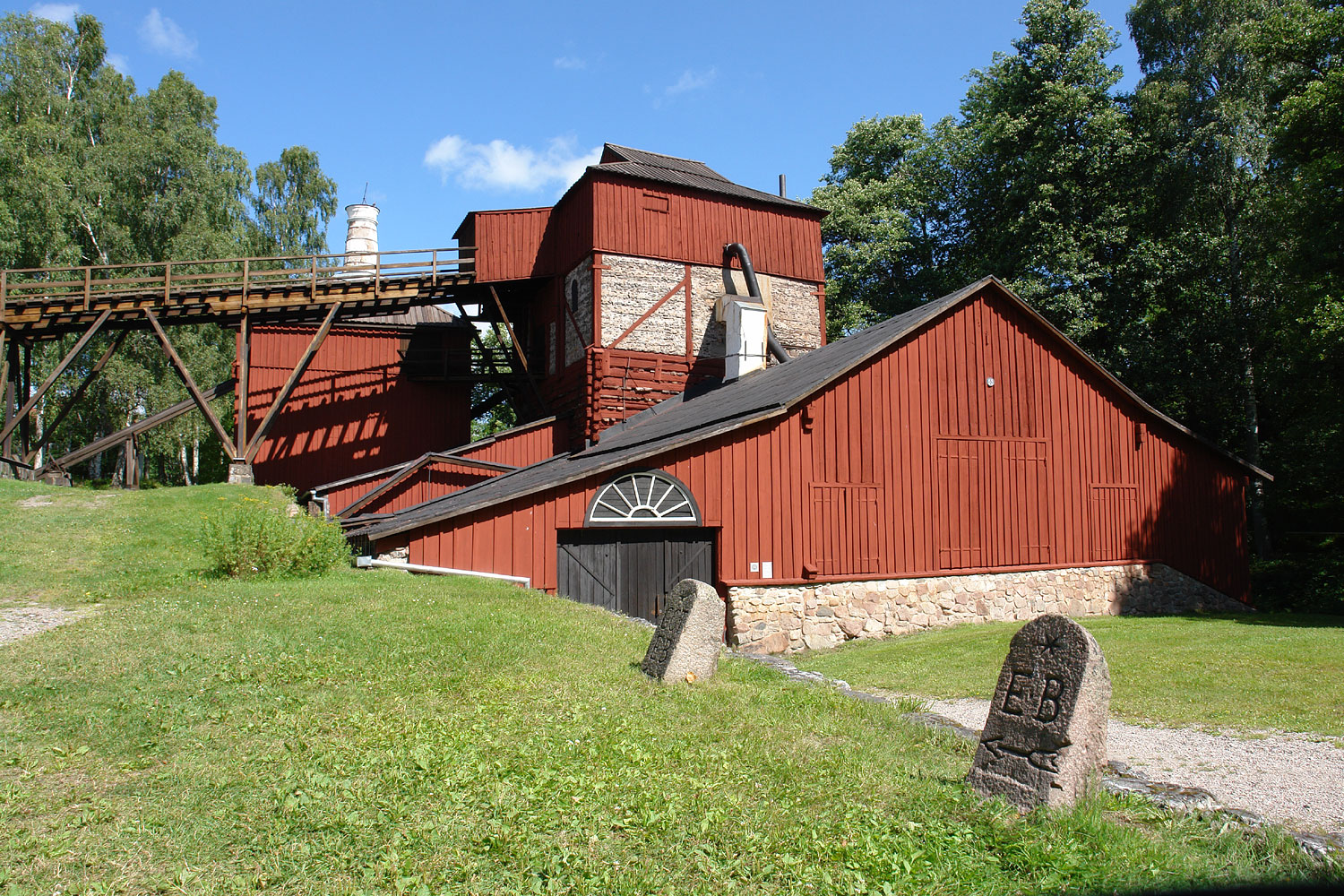
Hüttenwerk Engelsberg, Hochofen

Fagersta ist eine Gemeinde (schwedisch kommun) in der schwedischen Provinz Västmanlands län und der historischen Provinz Västmanland. Der Hauptort der Gemeinde ist Fagersta. Weitere Orte sind Ängelsberg, Brandbo und Hedkärra.

## Geographie
Die Gemeinde ist flächenmäßig eine der kleinsten Schwedens und erstreckt sich längs des Flusses Kolbäcksån, der im Gemeindegebiet zwei Seen bildet, Stora Aspen und Åmänningen. Die Gemeinde liegt im Bergbaugebiet Bergslagen, und im Gemeindegebiet befinden sich mehrere aufgelassene Gruben und Hüttenwerke, darunter das Hüttenwerk Engelsberg, das heute ein Weltkulturerbe ist. Die in der Nähe gelegene Raffinerie Engelsberg ist die älteste noch erhaltene Anlage ihrer Art in der Welt. Durch das Gemeindegebiet führen auch mehrere Wanderwege, von denen Bruksleden der bekannteste ist.

## Wirtschaft
Fagersta ist eine ausgesprochene Industriegemeinde. Etwa 43 % der Arbeitskräfte sind in der produzierenden Industrie tätig, die zum Großteil auf den 1984 stillgelegten Stahlkonzern Fagersta AB zurückgeht.